# 小行星8346
小行星8346是一颗围绕太阳公转的小行星。1987年2月26日，亨利·德波鸿诺在拉西拉天文台发现了此天体。
这颗小行星的绝对星等为179.09124等。